# 1995 au Liban
Chronologie du Liban
- 1991
- 1992
- 1993
- 1994
- 1995
- 1996
- 1997
- 1998
- 1999

Cet article présente les faits marquants de l'année 1995 au Liban ou concernant ce pays.

## Évènements
- 24 juin : reconnu coupable, par la cour de justice, de l'assassinat de Dany Chamoun en 1990, Samir Geagea est condamné à mort. Sa peine est aussitôt commuée en détention[1].

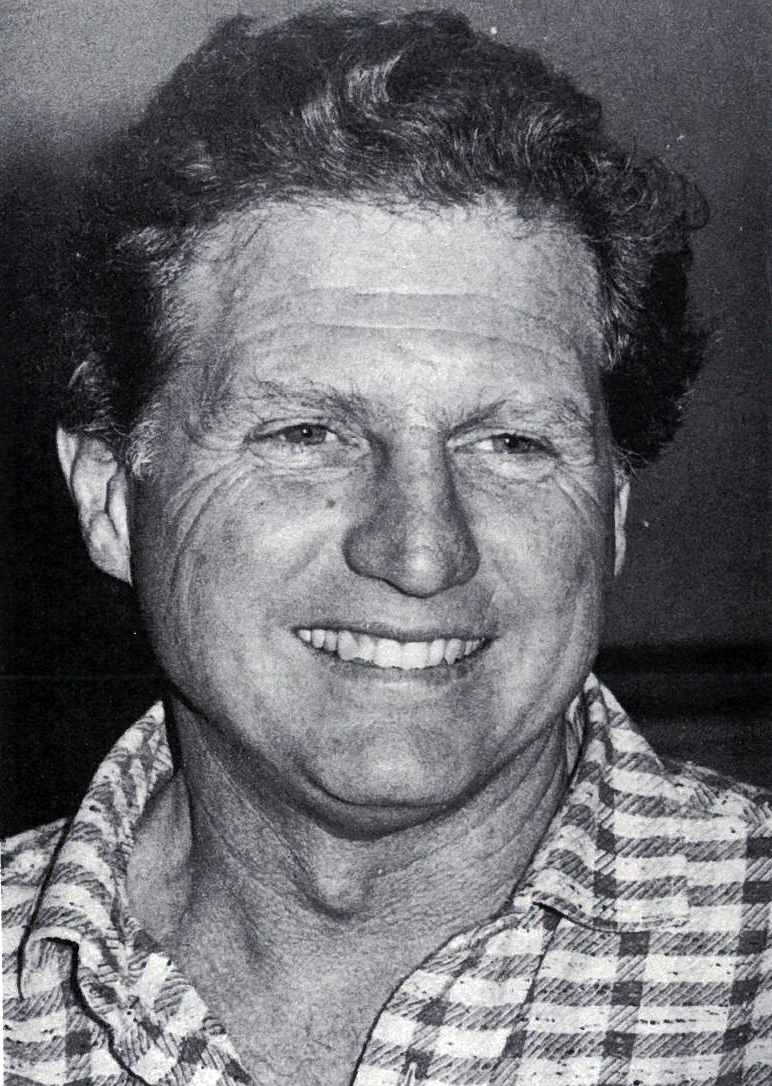
Dany Chamoun.

- 19 octobre : le mandat du président Elias Hraoui est porté à 9 ans[1].
- Shimon Peres relance des opérations contre le Hezbollah au Liban du Sud à la fin de l’année. Celui-ci réplique en bombardant la Galilée.

## Cinéma
- Il était une fois Beyrouth (Kanya ya ma kan, Beyrouth), film libanais, en coproduction franco-allemande, réalisé par Jocelyn Saab, sorti en 1995.

## Sport
- Championnat du Liban de football 1994-1995 : c'est le club d'Al Ansar, tenant du titre depuis 1988, qui remporte à nouveau le championnat cette saison, après avoir terminé en tête du classement final avec sept points sur Nejmeh SC et dix sur Homenetmen Beyrouth. C'est le septième titre de champion du Liban de l'histoire du club, qui réalise un nouveau doublé en s'imposant en finale de la Coupe du Liban face à Homenmen Beyrouth.